# Una notte a New York
Una notte a New York (Daddio) è un film drammatico del 2023 scritto e diretto da Christy Hall.

## Trama
Una ragazza, arrivata al JFK Airport dopo un viaggio in Oklahoma in cui ha fatto visita alla sorella, sale sul taxi del loquace Clark. Tra la giovane e l'autista nasce presto un rapporto di reciproca sincerità che li porta ad affrontare argomenti a volte frivoli e a volte spinosi mentre un incidente tra automobilisti nel corso del tragitto verso Manhattan concede loro ulteriore tempo per conoscersi a fondo.
Lei si presenta come una programmatrice che non vuole rivelare il suo nome, ma racconta del difficile rapporto con suo padre; Clark, tra le varie cose, intuisce che la giovane frequenta un uomo già sposato e, memore di sue personali esperienze, tenta di dissuaderla dal proseguire una relazione di questo tipo.
Mentre i due parlano, l'amante della ragazza la tartassa di messaggi sconci chiedendole foto di nudo, proponendole di andarla a trovare a casa e arrivando persino a mandarle la foto del suo pene. Clark risponde alle confidenze della sua passeggera raccontando come ha conosciuto quelle che, in ambito sentimentale, hanno rappresentato le principali donne della sua vita soffermandosi su alcuni momenti di gioia con la prima moglie.
Quasi per gioco, si sfidano quindi a chi svela la verità più intima. In un momento di grande commozione la ragazza confida a Clark di aver avuto un aborto spontaneo durante la visita alla sorella in Oklahoma e di non aver detto niente a nessuno. Alla fine della corsa i due si salutano, lei entra in casa e il tassista riprende il suo giro.

## Produzione
La sceneggiatura era inizialmente prevista per uno spettacolo teatrale.

### Riprese
Le riprese hanno avuto luogo in sedici giorni. Le scene sul taxi sono state girate su un palcoscenico con grandi schermi LED che riproducevano in digitale gli ambienti esterni.

### Cast
Come protagonista era stata inizialmente selezionata Daisy Ridley, che poi ha lasciato a causa di altri impegni. A sostituirla è la produttrice del film, Dakota Johnson, la quale nel frattempo aveva recapitato a Sean Penn una copia della sceneggiatura convincendolo così a prendere parte alle riprese.

## Promozione
Il primo trailer è stato pubblicato nell'aprile del 2024.

## Distribuzione
Il film è stato presentato in anteprima il 1º settembre 2023 al 50º Telluride Film Festival.
Il film è stato distribuito negli Stati Uniti d'America e in Canada il successivo 28 giugno, dopo la presentazione ad alcuni festival cinematografici (tra cui al Toronto International Film Festival) l'anno precedente.
In Italia è stato distribuito dal 19 dicembre dello stesso anno.
Da aprile 2025 è disponibile in TV sul canale Prime Video.

## Accoglienza
L'aggregatore Rotten Tomatoes presenta un 77% di recensioni positive.